# NHL Heritage Classic 2019

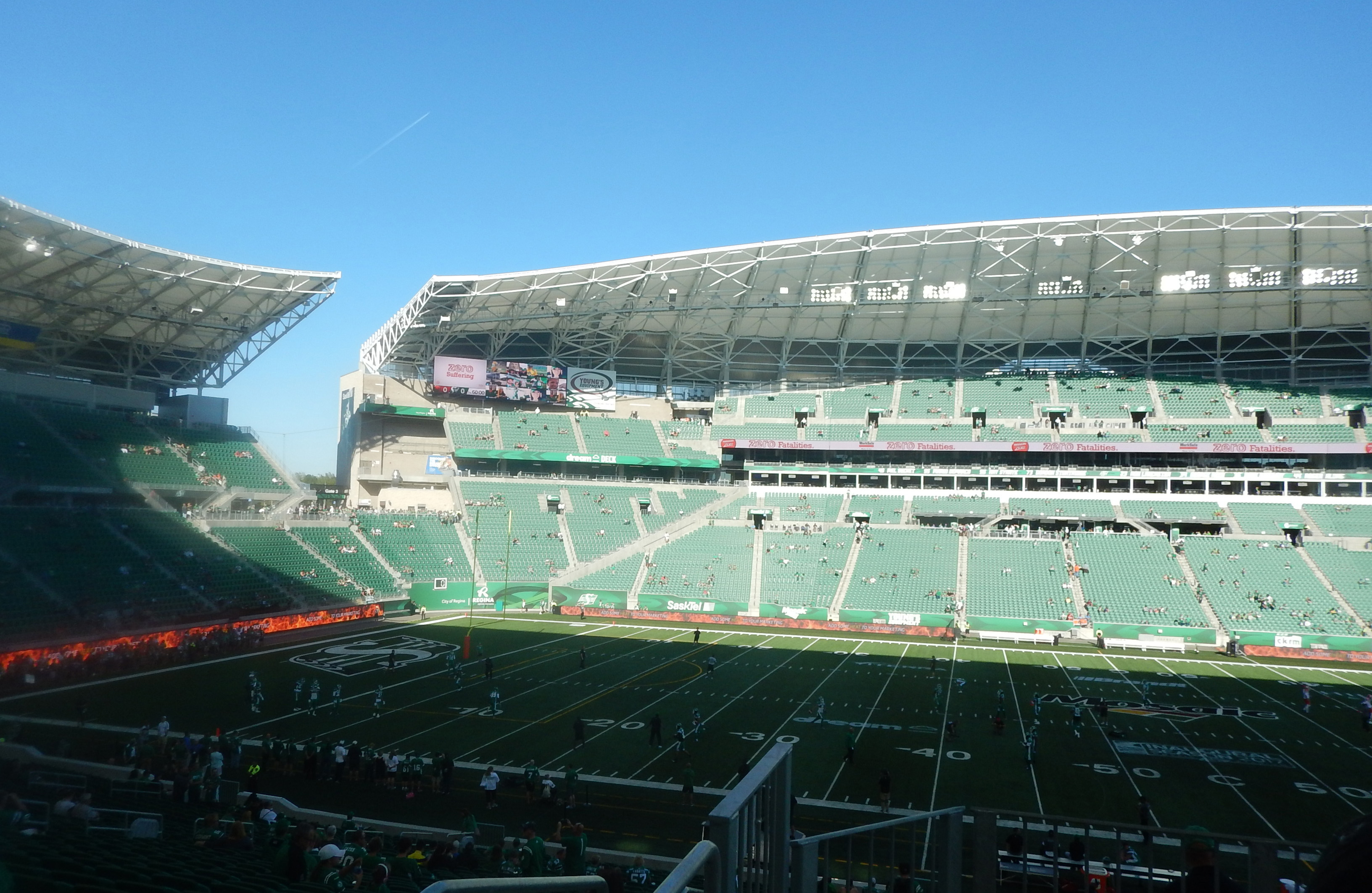
Interiören av Mosaic Stadium som stod värd för sportarrangemanget..

Tim Hortons NHL Heritage Classic 2019 var ett sportarrangemang i den nordamerikanska ishockeyligan National Hockey League (NHL) där en grundspelsmatch spelades utomhus mellan Calgary Flames och Winnipeg Jets på Mosaic Stadium i Regina, Saskatchewan i Kanada den 26 oktober 2019. Det var första gången som en grundspelsmatch spelades utomhus i en kanadensisk stad och kanadensisk provins som inte har någon egen ishockeyorganisation i NHL.

## Matchen

### Laguppställningarna
| Vänsterforwards     | Centrar          | Högerforwards    |
| ------------------- | ---------------- | ---------------- |
| Matthew Tkachuk (A) | Elias Lindholm   | Johnny Gaudreau  |
| Andrew Mangiapane   | Sean Monahan (A) | Sam Bennett      |
| Milan Lucic         | Mikael Backlund  | Michael Frolík   |
| Alan Quine          | Derek Ryan       | Tobias Rieder    |
| Backar              |                  | Backar           |
| Mark Giordano (C)   |                  | T.J. Brodie      |
| Noah Hanifin        |                  | Travis Hamonic   |
| Oliver Kylington    |                  | Rasmus Andersson |
|                     | Målvakter        |                  |
|                     | David Rittich    |                  |
|                     | Cam Talbot       |                  |
|                     | Tränare          |                  |
|                     | Bill Peters      |                  |

| Vänsterforwards    | Centrar            | Högerforwards     |
| ------------------ | ------------------ | ----------------- |
| Nikolaj Ehlers     | Mark Scheifele (A) | Blake Wheeler (C) |
| Kyle Connor        | Bryan Little       | Patrik Laine      |
| Andrew Copp        | Adam Lowry         | Jack Roslovic     |
| Mathieu Perreault  | David Gustafsson   | Gabriel Bourque   |
| Backar             |                    | Backar            |
| Josh Morrissey (A) |                    | Tucker Poolman    |
| Neal Pionk         |                    | Dmitrij Kulikov   |
| Carl Dahlström     |                    | Anthony Bitetto   |
|                    | Målvakter          |                   |
|                    | Connor Hellebuyck  |                   |
|                    | Laurent Brossoit   |                   |
|                    | Tränare            |                   |
|                    | Paul Maurice       |                   |

### Resultatet
|  | 26 oktober 2019 | Calgary Flames | 1 – 2 Efter förlängning | Winnipeg Jets | Mosaic Stadium | |
|  |                 | Första perioden: — Andra perioden: Elias Lindholm (PP) (14:47) Assists: Gaudreau, Monahan Tredje perioden: — Förlängning: — | Rapport                 | Första perioden: — Andra perioden: — Tredje perioden: (15:49) Josh Morrissey Assists: Laine, Scheifele Förlängning: (3:04) Bryan Little Assists: Connor, Pionk | Regina, Saskatchewan, Kanada Publik: 33 518 Domare: Brad Meier, Graham Skilliter Linjedomare: Trent Knorr, Kiel Murchison | Regina, Saskatchewan, Kanada Publik: 33 518 Domare: Brad Meier, Graham Skilliter Linjedomare: Trent Knorr, Kiel Murchison |
|  |                 | |                         | | Regina, Saskatchewan, Kanada Publik: 33 518 Domare: Brad Meier, Graham Skilliter Linjedomare: Trent Knorr, Kiel Murchison | Regina, Saskatchewan, Kanada Publik: 33 518 Domare: Brad Meier, Graham Skilliter Linjedomare: Trent Knorr, Kiel Murchison |
|  |                 | |                         | | Regina, Saskatchewan, Kanada Publik: 33 518 Domare: Brad Meier, Graham Skilliter Linjedomare: Trent Knorr, Kiel Murchison | Regina, Saskatchewan, Kanada Publik: 33 518 Domare: Brad Meier, Graham Skilliter Linjedomare: Trent Knorr, Kiel Murchison |

#### Matchstatistik
|                     | Calgary Flames | Winnipeg Jets |
| ------------------- | -------------- | ------------- |
| Powerplay           | 1/3            | 0/5           |
| Tacklingar          | 11             | 20            |
| Vunna tekningar (%) | 38             | 62            |
| Blockerade skott    | 22             | 14            |
| Utvisningsminuter   | 8              | 6             |

| Period      | Calgary Flames | Winnipeg Jets |
| ----------- | -------------- | ------------- |
| Första      | 11             | 14            |
| Andra       | 15             | 12            |
| Tredje      | 4              | 15            |
| Förlängning | 0              | 4             |
| Totalt      | 30             | 45            |

#### Utvisningar
| Spelare         | Utvisning           | Utvisningsminuter | Tid             |
| Första perioden | Första perioden     | Första perioden   | Första perioden |
| --------------- | ------------------- | ----------------- | --------------- |
| Sean Monahan    | Fördröjning av spel | 2:00              | 8:48            |
| Andra perioden  |                     |                   |                 |
| T.J. Brodie     | Tripping            | 2:00              | 5:52            |
| Sam Bennett     | Interference        | 2:00              | 10:10           |
| Tredje perioden |                     |                   |                 |
| Mark Giordano   | Hakning             | 2:00              | 14:50           |
| Förlängning     |                     |                   |                 |
| Sean Monahan    | Tripping            | 2:00              | 0:39            |
| Källa:          |                     |                   |                 |

| Spelare                                            | Utvisning           | Utvisningsminuter | Tid             |
| Första perioden                                    | Första perioden     | Första perioden   | Första perioden |
| -------------------------------------------------- | ------------------- | ----------------- | --------------- |
| —                                                  | —                   | —                 | —               |
| Andra perioden                                     |                     |                   |                 |
| Andrew Copp                                        | Hakning             | 2:00              | 13:09           |
| Lagstraff (Mathieu Perreault)                      | Fördröjning av spel | 2:00              | 14:47           |
| Adam Lowry                                         | Boarding            | 2:00              | 19:59           |
| Tredje perioden                                    |                     |                   |                 |
| —                                                  | —                   | —                 | —               |
| Förlängning                                        |                     |                   |                 |
| —                                                  | —                   | —                 | —               |
| Termer: Förseelser som leder till utvisningsstraff |                     |                   |                 |

### Statistik

#### Calgary Flames

##### Utespelare
| Spelare           | Mål | Assists | Poäng | +/− | Utvisningsminuter | Skott | Vunna tekningar (%) | Tacklingar | Tid på isen |
| ----------------- | --- | ------- | ----- | --- | ----------------- | ----- | ------------------- | ---------- | ----------- |
| Elias Lindholm    | 1   | 0       | 1     | 0   | 0                 | 1     | 29                  | 2          | 22:08       |
| Johnny Gaudreau   | 0   | 1       | 1     | 0   | 0                 | 6     | —                   | 0          | 19:47       |
| Sean Monahan      | 0   | 1       | 1     | 0   | 4                 | 1     | 50                  | 0          | 18:50       |
| Rasmus Anderson   | 0   | 0       | 0     | 0   | 0                 | 3     | —                   | 1          | 16:16       |
| Mikael Backlund   | 0   | 0       | 0     | -1  | 0                 | 3     | 45                  | 0          | 17:30       |
| Sam Bennett       | 0   | 0       | 0     | 0   | 2                 | 1     | —                   | 0          | 15:11       |
| T.J. Brodie       | 0   | 0       | 0     | -2  | 2                 | 0     | —                   | 0          | 18:54       |
| Michael Frolík    | 0   | 0       | 0     | -1  | 0                 | 1     | —                   | 0          | 11:33       |
| Mark Giordano     | 0   | 0       | 0     | 0   | 2                 | 1     | —                   | 0          | 27:42       |
| Travis Hamonic    | 0   | 0       | 0     | -1  | 0                 | 1     | —                   | 0          | 25:17       |
| Noah Hanifin      | 0   | 0       | 0     | 0   | 0                 | 1     | —                   | 2          | 20:19       |
| Oliver Kylington  | 0   | 0       | 0     | 0   | 0                 | 2     | —                   | 0          | 12:36       |
| Milan Lucic       | 0   | 0       | 0     | 0   | 0                 | 1     | 0                   | 2          | 11:31       |
| Andrew Mangiapane | 0   | 0       | 0     | 0   | 0                 | 0     | —                   | 1          | 10:55       |
| Alan Quine        | 0   | 0       | 0     | 0   | 0                 | 0     | —                   | 1          | 8:22        |
| Tobias Rieder     | 0   | 0       | 0     | 0   | 0                 | 1     | —                   | 0          | 10:52       |
| Derek Ryan        | 0   | 0       | 0     | -1  | 0                 | 1     | 30                  | 2          | 12:40       |
| Matthew Tkachuk   | 0   | 0       | 0     | -1  | 0                 | 6     | 0                   | 0          | 22:04       |
| Källa:            |     |         |       |     |                   |       |                     |            |             |

##### Målvakt
| Spelare       | Skott mot sig | Räddningar | Insläppta mål | Räddningsprocent | Utvisningsminuter | Tid på isen |
| ------------- | ------------- | ---------- | ------------- | ---------------- | ----------------- | ----------- |
| David Rittich | 45            | 43         | 2             | 0,956            | 0                 | 63:04       |
| Källa:        |               |            |               |                  |                   |             |

#### Winnipeg Jets

##### Utespelare
| Spelare           | Mål | Assists | Poäng | +/− | Utvisningsminuter | Skott | Vunna tekningar (%) | Tacklingar | Tid på isen |
| ----------------- | --- | ------- | ----- | --- | ----------------- | ----- | ------------------- | ---------- | ----------- |
| Bryan Little      | 1   | 0       | 1     | +1  | 0                 | 2     | 58                  | 0          | 18:32       |
| Josh Morrissey    | 1   | 0       | 1     | +1  | 0                 | 6     | —                   | 1          | 29:00       |
| Kyle Connor       | 0   | 1       | 1     | +2  | 0                 | 3     | —                   | 0          | 18:41       |
| Patrik Laine      | 0   | 1       | 1     | +1  | 0                 | 5     | —                   | 1          | 21:46       |
| Neal Pionk        | 0   | 1       | 1     | +1  | 0                 | 1     | —                   | 1          | 23:56       |
| Mark Scheifele    | 0   | 1       | 1     | +1  | 0                 | 2     | 65                  | 1          | 24:27       |
| Anthony Bitetto   | 0   | 0       | 0     | 0   | 0                 | 0     | —                   | 2          | 12:51       |
| Gabriel Bourque   | 0   | 0       | 0     | 0   | 0                 | 3     | —                   | 2          | 7:20        |
| Andrew Copp       | 0   | 0       | 0     | 0   | 2                 | 3     | 33                  | 0          | 14:37       |
| Carl Dahlström    | 0   | 0       | 0     | 0   | 0                 | 0     | —                   | 0          | 9:12        |
| Nikolaj Ehlers    | 0   | 0       | 0     | 0   | 0                 | 3     | 0                   | 1          | 20:30       |
| David Gustafsson  | 0   | 0       | 0     | 0   | 0                 | 1     | 100                 | 0          | 3:17        |
| Dmitrij Kulikov   | 0   | 0       | 0     | 0   | 0                 | 1     | —                   | 5          | 22:08       |
| Adam Lowry        | 0   | 0       | 0     | 0   | 2                 | 0     | 82                  | 2          | 14:31       |
| Mathieu Perreault | 0   | 0       | 0     | 0   | 0                 | 3     | —                   | 2          | 9:41        |
| Tucker Poolman    | 0   | 0       | 0     | 0   | 0                 | 3     | —                   | 1          | 18:47       |
| Jack Roslovic     | 0   | 0       | 0     | 0   | 0                 | 4     | —                   | 0          | 15:01       |
| Blake Wheeler     | 0   | 0       | 0     | +1  | 0                 | 5     | 50                  | 1          | 21:40       |
| Källa:            |     |         |       |     |                   |       |                     |            |             |

##### Målvakt
| Spelare           | Skott mot sig | Räddningar | Insläppta mål | Räddningsprocent | Utvisningsminuter | Tid på isen |
| ----------------- | ------------- | ---------- | ------------- | ---------------- | ----------------- | ----------- |
| Connor Hellebuyck | 30            | 29         | 1             | 0,967            | 0                 | 62:46       |
| Källa:            |               |            |               |                  |                   |             |